# Lincoln Logs
Lincoln Logs er en type amerikansk legetøj, der består af firkantede små bjælker, der kan bruges til at bygge små bygninger som forter, hytter og lignende. De blev opfundet omkring 1916 af John Lloyd Wright, der var søn af den kendte arkitekt Frank Lloyd Wright. Lincoln Logs kom med i National Toy Hall of Fame i 1999.
Fra 2014 blev Lincoln Logs fremstillet af K'NEX Industries Inc. I slutningen af 2017 blev K'NEX købt af Basic Fun, Inc. i Florida efter at have indgivet konkursbegæring. Pride Manufacturing fra Burnham, Maine fremstillet i dag Lincoln Logs for Basic Fun.

## Design
Bjælkerne måler trekvart inch (omkring 2 cm) i diameter. Ligesom rigtige bjælker, der bruges til bjælkehytter, har de et hak i enden, der gør det muligt at sætte bjælkerne sammen i en ret vinkel, hvormed man kan opføre bygningsværker. Yderligere tilbehør til legetøjer inkluderer tage, skorstene, vinduer og døre, som gør det bygge realistisk udseende huse og andet. Senere udgaver af legetøjet inkluderede også dyr og menneskefigurer i samme skala som bygningerne.
Oprindeligt blev legetøjet fremstillet i sequoioideae-træ (redwood) med forskellige farver til tagstykkerne. I 1970'erne introducerede firmaet sæt helt lavet i plastik, men det blev ingen succes, og man gik derfor tilbage til rigtigt træ.